# 四数木
四数木（学名：Tetrameles nudiflora），又名裸花四數木，为四数木属的唯一一个物种，属葫芦目四数木科，分布于亚洲至澳洲北部一带的热带雨林地区，是一种大型乔木。

## 分布
本种分布于南亚、华南、东南亚至大洋洲一带，包括印度次大陸、安達曼群島、阿薩姆邦、孟加拉國、柬埔寨、中國西南部、東喜馬拉雅山、爪哇、寮國、小巽他群島、馬來亞、緬甸、尼泊爾、新幾內亞、昆士蘭、斯里蘭卡、蘇拉威西、蘇門答臘、泰國及越南等。
- 枝葉形態
- 巨大的板根
- 雌花花序
- 雄花花序
- 樹冠

## 外部連接
- 維基物種上的相關：四数木